# Leigh Bardugo
Leigh Bardugo (Jerusalén, 6 de abril de 1975) es una escritora israelí de fantasía juvenil, conocida por sus novelas de Grishaverse, particularmente por la trilogía Sombra y Hueso y las dulogías Seis de Cuervos y la trilogía Sombra y Rey de cicatrices.
También recibió elogios por su debut en fantasía paranormal para adultos, Ninth House. Las series Sombra y Hueso y Seis de Cuervos han sido adaptadas a Sombra y Hueso por Netflix, y Ninth House será adaptada por Amazon Studios; Bardugo es productora ejecutiva de ambas obras.
Vive y escribe en Hollywood, donde ocasionalmente canta con su banda Captain Automatic.

## Biografía
Bardugo nació en Jerusalén, Israel, el 6 de abril de 1975, y creció en Los Ángeles, Estados Unidos, donde fue criada por sus abuelos. Se describe a sí misma como judía-española por un lado, rusa y lituana por el otro.
Estudió en la Universidad de Yale, graduándose en inglés en la primavera de 1997. Antes de publicar su primera novela, trabajó en copywriting y periodismo, así como en maquillaje y efectos especiales.
En la sección de agradecimientos de Six of Crows, Bardugo revela que tiene osteonecrosis y que a veces necesita usar un bastón; esto fue una fuente de inspiración para uno de los seis protagonistas de la historia, el maestro ladrón y jefe de pandilla Kaz Brekker, quien usa un bastón. 
Bardugo fue cantante de la banda Captain Automatic de 2006 a 2007.  En 2022, se casó con su pareja de cuatro años.
Bardugo no practica el judaísmo pero se identifica como judía. 

## Trayectoria
La novela debut de Bardugo, Sombra y Hueso, el primer libro de la trilogía Grisha, fue publicada en 2012 por Macmillan. Sombra y Hueso estuvo nominada para el premio de Romantic Times y el premio de South Carolina Children's Book, figuró en la lista de Indie Next List Book y fue reseñada en el New York Times. La novela llegó al puesto #8 en la lista de más vendidos del New York Times y ha sido seleccionada para la adaptación cinematográfica por David Heyman y Dreamworks. El resto de libros de la trilogía, Asedio y Tormenta y Ruina y Ascenso, fueron publicados por Macmillan en el 2013 y 2014 respectivamente. Bardugo define el género Sombra y hueso como Tsarpunk: fantasía con inspiración en la Rusia de principios del siglo XIX.
La duología Seis de Cuervos (Seis de Cuervos y Reino de ladrones) fue publicada por Macmillan en 2015 y 2016. Está ambientada en el mismo universo de la trilogía Grisha (a veces mencionada como Grishaverse). Seis de Cuervos figuró en la lista de libros destacados del New York Times y la elección del top 10 del 2016 de ALA-YALSA. El lenguaje de las espinas, una colección de cuentos de hadas y cuentos populares de Grisha fue publicada por Macmillan en el 2017.
Posteriormente, Bardugo escribió el primer libro de la colección DC Icons series (en la que se publican adaptaciones novelísticas de los mayores superhéroes de DC Comics; su novela Wonder Woman: Warbringer. Pelea como una guerrera, fue publicada por Penguin Random House en 2017. 
Bardugo también ha publicado ensayos y cuentos en antologías como Last Night, A Superhero Saved My Life , Slasher Girls and Monster Boys y Summer Days and Summer Nights . Sus libros se han traducido a 22 idiomas y se han publicado en más de 50 países.
Bardugo apareció en un panel de Grishaverse junto al showrunner Heisserer en la Comic Con de Nueva York en octubre de 2020. Fue clasificada como la sexta autora más popular entre 2016 y 2021 en Goodreads.
En 2023, firmó un contrato de publicación de varios libros con Macmillan Publishers.  Firmó con la agencia WME.  Formó parte del piquete del Writers Guild of America.
En abril de 2024, Flatiron Books publicó la novela de Bardugo, "El Familiar ". "El Familiar" es una novela de fantasía histórica ambientada en España durante el Siglo de Oro.

## Adaptaciones
En septiembre de 2012, se anunció que DreamWorks había adquirido los derechos cinematográficos para Sombra y Hueso con la producción de David Heyman y Jeffrey Clifford, a pesar de que este proyecto no se llevó a cabo debido a un cambio en la dirección. 
En enero de 2019, Netflix ordenó una serie de ocho episodios basados en la serie de libros de Sombra y Hueso y Seis de Cuervos. El 2 de octubre de 2019, algunos de los miembros del reparto fueron anunciados para la serie de Netflix, incluyendo a Ben Barnes como el Darkling, “General Kirigan”. Leigh Bardugo respondió a una reacción de Twitter diciéndole a la audiencia que esta era solo la primera ronda de anuncios del elenco y que Nikolai, junto con varios otros personajes centrales, no estarían en la temporada 1.
El 10 de octubre de 2019, se anunció que Amazon Studios adaptará la Novena Casa. Bardugo está preparada para producir el proyecto junto con Pouya Shahbazian.

## Vida personal
En la sección de agradecimientos de Seis de Cuervos, la autora revela que sufre de osteonecrosis y a veces necesita usar un bastón.

## Obra

### The Grishaverse

#### Shadow and Bone
- Shadow and Bone (2012)
- Siege and Storm (2013)
- Ruin and Rising (2014)

#### Six of Crows
- Six of Crows (2015)
- Crooked Kingdom (2016)

#### King of Scars
- King of Scars (2019)
- Rule of Wolves (2021)

#### Libros complementarios
- The Language of Thorns (2017)[22]
- The Lives of Saints. (2020)[35]
- Demon in the Wood (graphic novel) (2022)[36]

### Otros títulos
Serie de Alex Stern
- Ninth House (2019)
- Hell Bent (2023)[37]

Independientes
- Wonder Woman: Warbringer (2017)[38]
- The Familiar (2024)[39][40]

Comics
- Wonder Woman: Warbringer (2020)[41]

Ensayos
- "We Are Not Amazons" from Last Night a Superhero Saved My Life anthology (2016)

Cuentos cortos
- "The Witch of Duva" (2012)
- "The Tailor" (2013)
- "The Too-Clever Fox" (2013)
- "Little Knife" (2014)
- "The Demon in the Wood: A Darkling Prequel Story" (2015)
- "Verse Chorus Verse" in Slasher Girls & Monster Boys, edited by April Genevieve Tucholke (2015)
- "Head, Scales, Tongue, and Tail" in Summer Days and Summer Nights, edited by Stephanie Perkins (2016)
- "Ayama and the Thorn Wood" (2017)
- "The Soldier Prince" (2017)
- "When Water Sang Fire" (2017)

"The Witch of Duva", "The Too-Clever Fox", and "Little Knife" se lanzaron más tarde como un conjunto llamado Folktales from Ravka en 2015. Y en 2017 The Language of Thorns recopiló todos los cuentos cortos excepto "The Tailor" and "The Demon in the Wood".

### Estudios críticos y reseñas de la Obra de Bardugo

#### Ninth House
- West, Michelle (July–August 2020). «Musing on Books». F&SF 139 (1&2): 88‒94.

## Publicaciones en español

### Grishaverse

#### Trilogía Grisha
- Shadow and Bone (2012); (Sombra y hueso), trad.de Carlos Loscertales Martínez, publicado por Hidra en 2012 [Madrid].
- Siege and Storm ( 2013); (Asedio y tormenta), trad. de Carlos Loscertales Martínez, publicado por Hidra en 2013 [Madrid].
- Ruin and Rising (2014); (Ruina y ascenso), trad. de Carlos Loscertales Martínez, publicado por Hidra en 2014 [Madrid].

### Historias cortas ambientadas en el mundo de la trilogía Grisha
Pertenecientes al libro The Language of Thorns: Midnight Tales and Dangerous Magic (2018); El lenguaje de las espinas: relatos nocturnos y magia oscura, traducido por Carlos Loscertales Martínez y publicado por la editorial Hidra en 2018 [Madrid].
- The Witch of Duva (2012); (La bruja de Duva)
- The Too-Clever Fox ( 2013); (El zorro demasiado astuto)
- Little Knife ( 2014); (Daga corta)
- Demon in the Wood (2015); (El Demonio en el bosque: Una historia de la precuela de Darkling), trad. Eva Gonzalez, publicado por Hidra en 2019 [Madrid].
- Ayama and the thorn wood  (2017); (Ayama y el bosque de las espinas)
- The Soldier Prince (2017); (El principe soldado)
- When Water Sang Fire (2017); (Cuándo el agua cantó Fuego)

Las primeras tres historias se publicaron más tarde como un conjunto llamado Cuentos populares de Ravka en 2015. El lenguaje de las Espinas de 2017 recopiló todas las historias cortas, excepto El demonio en el bosque

#### BilogíaSeis de Cuervos
- Six of Crows (2015); (Seis de cuervos) trad.de Miguel Trujillo Fernández, publicado por Hidra en 2016 [Madrid]; retrad. Carlos Loscertales Martinez y reeditado por Hidra en 2021 [Madrid].
- Crooked Kingdom (2016); (El reino de los ladrones), trad.de Miguel Trujillo Fernández, publicado por Hidra en 2017 [Madrid]; retrad. Carlos Loscertales Martinez y reeditado por Hidra en 2021 [Madrid].

#### BilogíaNikolai
- King of Scars (2019) ; (El rey marcado), trad. de Carlos Loscertales Martínez, publicado por Hidra en 2019 [Madrid].
- Rule of Wolves (2021); (ley de lobos)

### Trabajos independientes
- Wonderwoman: Warbringer. Pelea como una guerrera (2017)

### Novelas para adultos
- Ninth House (2019); (Novena casa), trad. de Carlos Loscertales Martínez, publicado por Hidra en 2019 [Madrid].
- Hell Bent (2023); (La huella del infierno), publicado por Hidra en 2023 [Madrid].

### Ensayos
- We are not Amazons, de la antología Last Night a Superhero Saved My Life (2016)

### Cuentos cortos
- Verse Chorus Verse en Slasher Girls & Monster Boys, editado por April Genevieve Tucholke (2015)
- Cabeza, Escamas, Lengua, y Cola en Días de Sol, Noches de Verano, editado por Stephanie Perkins (2016)